# Ла-Льйоза
Ла-Льйоза, Ла-Льйоса (валенс. La Llosa, ісп. La Llosa) — муніципалітет в Іспанії, у складі автономної спільноти Валенсія, у провінції Кастельйон. Населення — 983 особи (2010).

## Географія
Муніципалітет розташований на відстані близько 310 км на схід від Мадрида, 28 км на південний захід від міста Кастельйон-де-ла-Плана.
На території муніципалітету розташовані такі населені пункти: (дані про населення за 2010 рік)
- Касабланка: 14 осіб
- Ла-Льйоза: 969 осіб

## Демографія
Динаміка населення (INE ):

## Галерея зображень

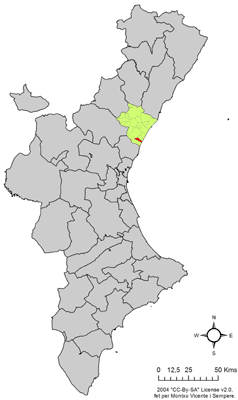
Розташування муніципалітету Ла-Льйоза у автономній спільноті Валенсія
Розташування муніципалітету Ла-Льйоза у комарці Плана-Баха